# Fédération algérienne de tennis
La Fédération algérienne de tennis (FAT) en arabe : الاتحادية الجزائرية لكرة المضرب (al-ittihadia al-jaza'iriya li-kourat al-madrab), est chargée d'organiser, de coordonner et de promouvoir le tennis en Algérie ainsi que d'autres disciplines connexes. 
Reconnue par le ministère de la Jeunesse et des Sports  Algérie , elle est créée en 1962. Actuellement, elle est membre de la Fédération internationale de tennis depuis 1963, de la Confédération africaine de tennis depuis 1973 et de la Fédération arabe de tennis depuis 1974.

## Dirigeants

### Liste des présidents
| N° | Président                  | Date de début | Date de fin   |
| -- | -------------------------- | ------------- | ------------- |
| 1  | Zerrouk Ben Merabet        | 1963          | 1967          |
| 2  | Mezouar Ahmed              | 1968          | 1969          |
| 3  | Bentichicou Mustapha       | 1970          | 1975          |
| 4  | Habib Khelil               | 1976          | 1976          |
| 5  | Bensemane Réda             | 1977          | 1977          |
| 6  | Hadjout Abdelkrim          | 1978          | 1979          |
| 7  | Maizi Mohamed              | 1980          | 1981          |
| 8  | Mustapha El-Habiri         | 1982          | 1982          |
| 9  | Bensemane Rédha            | 1983          | 1983          |
| 10 | Lakhdar Benazzi            | 1984          | 1988          |
| 11 | Abdelhamid Berchiche       | 1988          | 1989          |
| 12 | Ali Tounsi                 | 1989          | 1994          |
| 13 | Bouabdallah Mohamed        | 1994          | 2006          |
| 14 | Mohamed Djenass            | 2006          | 2009          |
| 15 | Azzi Abdelhalim            | 2009          | 2013          |
| 16 | Mohamed Bouabdallah        | 2013          | 2017          |
| 17 | Mohamed Bessaad            | mars 2017     | décembre 2019 |
| 28 | Boualem Hadj Ali (intérim) | décembre 2019 | janvier 2020  |
| 29 | Dahmani Mohamed (intérim)  | février 2020  | juillet 2020  |
| 30 | Lazar Mohamed (intérim)    | août 2020     | février 2021  |
| 31 | Yousfi Mohamed Soufiane    | mars 2021     | octobre 2022  |
| 32 | Cheriak Nabil              | décembre 2022 | janvier 2025  |
| 33 | Oussama Ismail Masmoudi    | fevrier 2025  | present       |